# ライムグリーン

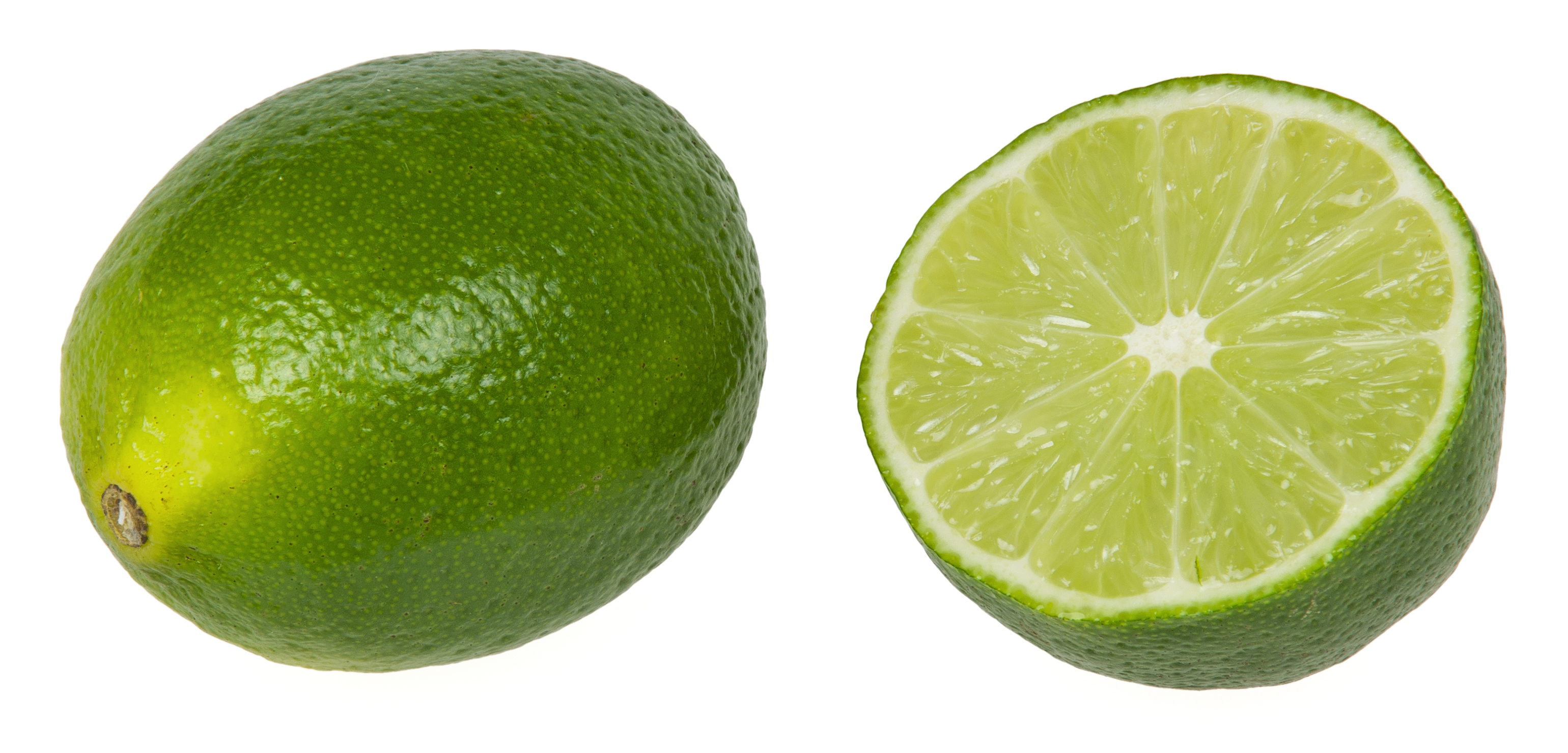

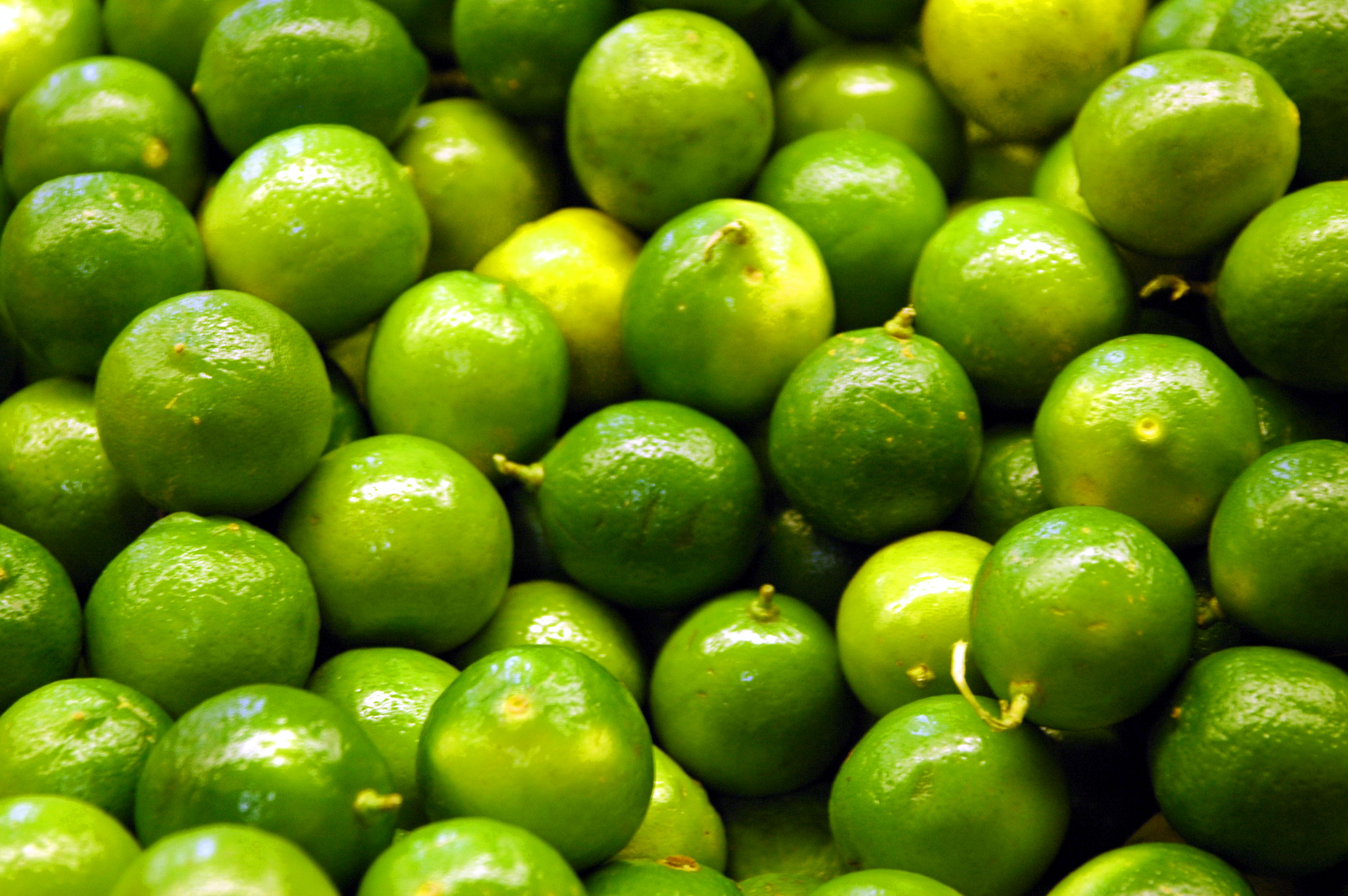
実際のライム

ライムグリーン（英: lime green）は、緑と黄色の間の色で、柑橘系の果実ライムの色を表していることからこの名が付いている。ウェブカラーの色相環上では、シャトルーズと黄色の間に位置する。
ライムグリーンは比視感度が最もよい波長の光にほぼ対応しているため、スペクトル上で最も見やすい色となっている。
英語の "lime green" を色の名前として最初に使った記録は1905年のものである。
CSS3などのウェブカラーでは、RGBディスプレイで緑だけを最高輝度にした色に「ライム」、RGB値（50, 205, 50）の色に「ライムグリーン」の色名を用いている。